# Zhuchengtyrannus
Zhuchengtyrannus – rodzaj teropoda z rodziny tyranozaurów (Tyrannosauridae) żyjącego w późnej kredzie na terenach współczesnych Chin. Został opisany w 2011 roku przez Davida Hone'a i współpracowników w oparciu o niemal kompletną prawą kość szczękową i połączoną z nią lewą kością zębową, obie z zębami zachowanymi in situ. Skamieniałości te odkryto w górnokredowych osadach grupy Wangshi, w Zangjiazhuang w okolicach miasta Zhucheng w prowincji Szantung. Na stanowisku tym odnaleziono również szczątki innych dinozaurów: Tyrannosaurus zhuchengensis (uznawany za nomen dubium), nienazwany dotąd tyranozauryd, hadrozaury, prawdopodobnie należące do rodzaju Shantungosaurus, niezidentyfikowane ankylozaury oraz ceratopsy.
Kość szczękowa jest duża, masywna i w przybliżeniu trójkątna, z dwoma skierowanymi ku tyłowi gałęziami. Jej zachowany fragment mierzy 64 cm długości i 30 wysokości. Zhuchengtyrannus miał duże, pięciokątne płyty międzyzębowe, niezrośnięte ze sobą ani z kością szczękową. Uzębienie było typowe dla przedstawicieli Tyrannosauridae. Największy z zachowanych zębów kości szczękowej – M4 – ma koronę mierzącą blisko 10 cm. Kość zębowa jest długa i niska, mierzy 76 cm długości i 23,5 wysokości w najwyższym miejscu. Jej zęby są przeważnie lepiej zachowane niż zęby kości szczękowej. Na podstawie rozmiarów i struktury kości autorzy twierdzą, że należą one do osobnika dorosłego lub bliskiego jej osiągnięcia. Rozmiary Zhuchengtyrannus oceniają na porównywalne z największymi znanymi przedstawicielami Tyrannosauridae – tyranozaurem i tarbozaurem, czyli 10–12 m, ale nie wykluczają, że mógł osiągać jeszcze większe rozmiary.
Budowa kości holotypu jest podobna do tyranozaura i tarbozaura, co wskazuje na przynależność Zhuchengtyrannus do Tyrannosaurinae, ze względu na niekompletność materiału kopalnego autorzy nie przeprowadzili jednak analizy filogenetycznej. Od pozostałych Tyrannosaurinae odróżnia go kilka cech kości szczękowej oraz niewystępująca u nich kombinacja cech. Z analizy filogenetycznej przeprowadzonej przez Loewena i współpracowników (2013) wynika, że Zhuchengtyrannus był taksonem siostrzanym do tarbozaura; z kolei taksonem siostrzanym do kladu obejmującego te dwa rodzaje był tyranozaur.
Nazwa Zhuchengtyrannus pochodzi od miasta Zhucheng, w pobliżu którego odnaleziono skamieniałości tego teropoda, oraz łacińskiego słowa tyrannus, oznaczającego „tyran”. Epitet gatunkowy gatunku typowego, magnus, po łacinie oznacza „wielki”, co odnosi się do dużych rozmiarów osiąganych przez przedstawicieli tego gatunku.